# Bulbophyllum ischnopus
Bulbophyllum ischnopus är en orkidéart som beskrevs av Rudolf Schlechter. Bulbophyllum ischnopus ingår i släktet Bulbophyllum och familjen orkidéer. Inga underarter finns listade i Catalogue of Life.